# بوري
بوري (بالإنجليزية: Pauri) هي مدينة في منطقة بوري جارهوال في ولاية أوتارانتشال الهندية. بوري هو مقر مفوض قسم جارهوال.

## المنطقة الجغرافية
تقع بوري في عند إحداثيات 30°09′N 78°47′E / 30.15°N 78.78°E. وتقع على ارتفاع 1,765 مترًا فوق مستوى سطح البحر.

## التركيبة السكانية
وفقًا لتعداد الهند الصادر عام 2011  يبلغ عدد سكان بوري ناجار باليكا باريشاد 25,440 نسمة، حيث يشكل الذكور 13,090 نسمة في حين تشكل الإناث 12,350 نسمة. يبلغ عدد الأطفال الذين تتراوح أعمارهم بين 0-6 سنوات 2766 وهو ما يمثل 10.87% من إجمالي سكان بوري (NPP). في بوري ناجار باليكا باريشاد، تبلغ نسبة جنس الإناث 943 مقابل متوسط الولاية البالغ 963. يُعد معدل معرفة القراءة والكتابة في مدينة بوري أعلى بنسبة 92.18% من متوسط الولاية البالغ 78.82%. في بوري، يبلغ معدل معرفة القراءة والكتابة بين الذكور حوالي 95.74% بينما يبلغ معدل معرفة القراءة والكتابة بين الإناث 88.44%.